# خوان خوسيه كالديرون
خوان خوسيه كالديرون (بالإسبانية: Juan José Calderón)‏ (17 فبراير 1991 في المكسيك - ) هو لاعب كرة قدم مكسيكي في مركز الوسط. لعب مع كلوب ليون.

## وصلات خارجية
- خوان خوسيه كالديرون على موقع قاعدة بيانات كرة القدم.إي يو (الإنجليزية)